# Jan De Clerck
Jan De Clerck (Oostende, 17 augustus 1881 – aldaar, 24 februari 1962) was een Vlaamse kunstschilder, aquarellist en pastellist van zeegezichten, landschappen en pittoreske stadsgezichten. Naast onder anderen James Ensor en Léon Spilliaert wordt hij als een van de grote Oostendse meesters beschouwd. In Oostende is naar hem een Jan De Clerckstraat genoemd.

## Personalia
Hij was de zoon van Constant De Clerck (1854-1930) en van Charlotte Loncke (1853-1931). Zijn broers en zusters heetten Emma, Georges, Daniël, Oscar en Anna. Georges werd orkestmusicus en was in Groot-Brittannië en Amerika werkzaam. Oscar De Clerck werd een befaamd beeldhouwer en werd directeur van de Leuvense Academie.
De Clerck huwde Maria-Anna De Smet (1876-1963) op 7 oktober 1930 te Oostende. Hij was toen bijna vijftig jaar oud. Zij hadden geen kinderen.

## Jeugd
Als jongen bezocht De Clerck de nonnenschool in de Sint-Sebastiaanstraat te Oostende en van 1893 tot 1897 was hij leerling aan het Onze-Lieve-Vrouwcollege te Oostende. Een tijdlang volgde hij lessen aan de lokale tekenschool, de École industrielle. Hij was er een zeer onregelmatig leerling, die niets voelde voor het saaie academische onderwijspatroon. Van belang was, dat hij er kennis maakte met Henri Baels. Baels, die een politieke carrière zou maken, bleef steeds een vurig verdediger en bewonderaar van De Clerck.
Toen De Clerck 16 jaar oud was, verliet hij het college en ging werken in het ouderlijk bedrijf, een meubel-, decoratie- en behangerszaak. Bewust poogden zijn ouders hem op het spoor te zetten die ze voor zichzelf hadden uitgestippeld: een opvolger in het ouderlijke bedrijf. Tijdens de wintermaanden werd Jan naar een Brussels bedrijf gestuurd om er zich al doende in het vak te vervolmaken. Geen vreugdedans dus wanneer bleek dat Jan, noch zijn broer Georges, noch later broer Oscar hun spoor elders planden.

## Opleiding
Te Brussel zocht hij – vol artistieke interesse – bewust contact met de kunstwereld en werd er leerling van de schilder Camille Payen (1825-1901), een volgeling en medewerker van  Jean-François Portaels.

## Voor de Eerste Wereldoorlog
Uit 1898 dateert zijn eerste schilderij waarover men gedocumenteerd is: een “Dolle Zee. In het decennium dat aan de Eerste Wereldoorlog voorafging, hield De Clerck regelmatig zomerse eenmanstentoonstellingen in de grote Oostendse hotels, terwijl hij, zij het zelden, ook wel doeken instuurde naar enkele groepstentoonstellingen in Oostende, Namen, Doornik, Wenen en Nieuwpoort. Het waren meestal zeer eigen impressionistisch-pointillistisch getinte marines, landschappen, ofwel verstilde stadsgezichten uit Oostende, Nieuwpoort of Brugge.
Het zijn wellicht De Clercks beste jaren geweest: hij kreeg goede kritieken in de pers, won een eremetaal te Madrid en verkocht blijkbaar wel wat. Als kunstenaar sprong De Clerck steeds in de bres om cultuur bij de bredere bevolkingslagen uit te dragen. Daarin was hij op het naïeve af  ofwel idealistisch bewogen. In november 1908 ging hij samen met enkele vriendenkunstenaars over tot het stichten van een kunstkring Cercle Artistique d' Ostende. De medestichters waren kunstenaars als Eugène-Achille Gerbosch, Oscar Cornu, Louis Royon, Maurice Desforges, Jef de Brock, Karel De Kesel en zijn jongere broer Oscar De Clerck. Deze kring organiseerde in de jaren 1908-1914 enkele salons te Oostende. In 1914 was Jakob Smits de eregast van het –vroegtijdig afgebroken – salon.
Een tweede initiatief van De Clerck was de stichting van de kring “Kunst genegen”, opgericht ten behoeve van de Oostendse vissersfamilies. Er werd aan zinvolle recreatie gedaan : volkstoneel, koorzang, enzovoort. Deze idealistische activiteiten die hem in nauw contact met de visserswereld brachten, lagen aan de oorsprong van De Clercks latere folkloristische schilderijen, waarin hij de Oostendse vissersfiguren centraal plaatste.
In september 1910 trok hij naar Italië op studiereis. Vooral het Venetië en omgeving boeide hem blijkbaar. Hij zal de lagunestad als thema in zijn oeuvre introduceren.

## Tijdens de Eerste Wereldoorlog
In 1914 aanvaardde De Clerck een ambt als tekenleraar in Servië. Het uitbreken van de oorlog kwam deze toekomstplannen verstoren. Samen met de rest van zijn familie vluchtte De Clerck per garnaalboot naar Engeland. Hij woonde er te Worcester Park in Surrey. Dit was op ongeveer 20 km van het centrum van Londen en in de onmiddellijke buurt van Richmond Park, Hampton Court of Claremont Park. Kingston-upon-Thames lag zes kilometer verder. Andere plaatsjes in de buurt waren Malden, Teddington, Twickenham en Cheam. Het zijn plaatsnamen die in De Clercks oorlogsoeuvre geregeld opduiken. De Clerck was er lid van de “Thames Valley Art Club”, een club die zowel professionele kunstenaars als dilettanten uit de regio verenigde. Hij stelde enkele keren tentoon in de groepstentoonstellingen van de club.
Door zijn vriend Eugène Achille Gerbosch kwam De Clerck in contact met de staatsambtenaar Paul Lambotte, die met de idee van een tentoonstelling met werk van Belgische kunstenaars rondliep. Samen met tal van andere Belgische kunstenaars (Constant Permeke, Paul Boudry, Edgard Tytgat…) organiseerde De Clerck anno 1915 te Kingston upon Thames een “Belgian Exhibition of Modern Art”. De Clerck was er met niet minder dan tien werken vertegenwoordigd. Oostendse gezichten vooral, maar ook enkele Engelse onderwerpen: “Kingston. Temps gris”, “The first snow. Cheam Village” en andere. Constant Permeke zou trouwens zijn eerste kind John noemen naar zijn vriend De Clerck. Volgens oncontroleerbare berichten hield De Clerck zich in Engeland bezig met projecten voor scheepscamouflage, de zogenaamde “dazzle painting”. Zijn broer Oscar was zeker actief in deze oorlogsbijdrage.

## Na de Eerste Wereldoorlog
In 1919 kwam De Clerck naar Oostende terug. Een van zijn eerste initiatieven was het stichten van een “Lapon-comité”. Deze onderneming mondde in 1927 uit in de onthulling van een herdenkingsplaket ter ere van de toondichter Edmond Lapon in het Leopoldpark te Oostende. Lapon was een toondichter van tweede rang die ook naast het directeurschap van het conservatorium-annex-dirigent Kursaalorkest had gegrepen en een triestig levenseinde kende. Het is niet duidelijk waarom De Clerck al die inspanningen deed. Was het omdat Lapon van eenvoudige komaf was en zich had opgewerkt? Associeerde De Clerck Lapons miskenning met zichzelf?
Tijdens de wintermaanden 1920-21 was De Clerck in Bretagne. Van na die tijd dateren een hele reeks olieverfschilderijen met Bretoense onderwerpen: Vannes, Pont-Aven, Concarneau.
In 1921 stichtte De Clerck in zijn atelier aan de Edith Cavellstraat te Oostende een eigen, bescheiden kunstschool. Zijn leerlingen waren jonge amateurs. Van hen zou alleen Emile Wilkin enige naam verwerven. De Clercks kunstschool lijkt overigens weinig om het lijf te hebben gehad. Een van de laatste leerlingen van De Clerck, toen hij al oud was, was de jonge Bart Soubry (1942-), die toen enkele huizen van De Clerck vandaan woonde en een gekend abstract beeldhouwer zou worden.
In de zomer van 1927 had in twee Oostendse galerijen een grote retrospectieve van De Clercks werk plaats. Meteen werd aan de schilder een groots huldebetoon gebracht. Het jaar erop verscheen een huldeboek, dat bijdragen bevatte van onder meer Hendrik. Baels, Karel Jonckheere en de museumconservator Carlos Loontiens.
In 1930, bijna 50 jaar oud, huwde hij Marie De Smet, dochter van een welgestelde Oostendse immobiliënondernemer, die na de dood van haar vader alleen was komen te staan. Het fortuin van zijn vrouw liet De Clerck – aanvankelijk – toe een bestaan te leiden zonder ál te veel materiële bekommernissen: hij had immers geen andere inkomsten dan die van zijn verkoop. Na zijn huwelijk verliet De Clerck het ouderlijk huis en verhuisde naar de villa van zijn echtgenote, Brusselstraat 15 in Oostende. In de tuin werd een atelier en een expositieruimte gebouwd.
Meteen brak een eerder kalme periode aan in het leven van de kunstenaar. Hij bleef schilderen, maar nam – onder invloed van zijn vrouw – bijna niet meer deel aan het tentoonstellingsleven in zijn stad. Een stad waar het – zeker in de pers – zo al heel moeilijk was zich te positioneren naast de figuur van James Ensor en zijn kring. Nochtans had De Clerck vrienden die zich bleven inspannen om hem in de actualiteit te houden. Zo richtte een Jan De Clerck-comité anno 1933 nog een retrospectieve van zijn werken in het Oostendse Kursaal. Bij die gelegenheid waren er toespraken van Karel Jonckheere en de criticus Jean Laenen.
De crisis van de jaren 1930 liet het land kreunen onder structurele werkloosheid. In 1935 devalueerde de Belgische frank met 28%. Die crisis, direct gevolgd door de Tweede Wereldoorlog, had Jan De Clerck – in een tijd dat sociale vangnetten nog geen gemeengoed waren – erg verarmd

## Tweede Wereldoorlog
De oorlogstijd en de jaren daarna een barre tijd voor de kunstenaar. Anno 1944 werd De Clerck samen met zijn vrouw uit Oostende geëvacueerd. Ze verbleven tot na de oorlog in Oisquercq in Brabant. De Clerck penseelde er nog tal van heldere aquarellen.

## Na de Tweede Wereldoorlog
Na de dood van James Ensor in 1949 werd De Clerck als het ware de “éminence grise” van het Oostends artistiek wereldje. Leon Spilliaert was in Brussel gaan wonen en was al in 1946 gestorven en Constant Permeke woonde in Jabbeke. Zijn zorgvuldig gecultiveerde karakteristieke artistenverschijning met de donkere kapmantel, vilthoed en andere opzichtige artiestenattributen, maakten hem tot een levend anachronisme voor de vele mensen die met hem en zijn kunst niet vertrouwd waren. Hij nam nog volop deel aan het culturele leven en was vaak op vernissages, ook van jonge kunstenaars, te zien.
Ter gelegenheid van zijn zeventigste verjaardag werd in de zomer van 1951 nog een tentoonstelling opgezet door een gelegenheidscomité. Bij die gelegenheid schonk De Clerck een “Oostends straatje” aan zijn stad. Nog elf moeilijke jaren had De Clerck te gaan. Wat later in de jaren vijftig ontsnapten Jan en zijn vrouw ternauwernood aan een C0-vergiftiging en belandden in het ziekenhuis. Zijn levensomstandigheden werden steeds benarder. Op de lokale kunstscene eisten nieuwe namen de aandacht op en De Clerck verdween langzaam van de artistieke scene.
De Clerck overleed te Oostende op 24 februari 1962. De foto, genomen op 29 juli 1939 door de Oostendse fotograaf Maurice Antony, van De Clerck met strohoed en wandelstok is bekend gebleven.

## Stijl
De kunst van De Clerck lijkt op het eerste gezicht heel divers en complex, vol stijlveranderingen, maar ook met het naast elkaar gebruiken van diverse stijlen. Wanneer we dan echter iets dieper graven in de psychologie van de kunstenaar die, al drukte hij het nooit expliciet uit, toch zeer naar erkenning en succes hunkerde, wordt veel duidelijk. In feite verwerkte hij tal van eigentijdse kunsttendensen en artistieke experimenten die hij leerde kennen via tentoonstellingen en kunstpublicaties, hopend in dit of dat genre naam te maken, een rol van vernieuwer te spelen. Karel Jonckheere noemde het terecht een “vlinderen met technieken”. Zo flirtte De Clerck om beurten met impressionisme (in zijn stadsgezichten en steegjes), pointillisme, luminisme, symbolisme…, dit alles geschraagd door een stevige tekentechniek. Zijn Bretoense schilderijen en die met folkloristische thema’s bijvoorbeeld, zijn dan wél persoonlijk, halfweg tussen expressionisme en naïeve kunst: “Vissersvrouw” (1925, Mu.ZEE, Oostende), “De grote zus” (1927), “Straattoneel”, “Lavoir de Vannes”.
De Clerck wordt echter het meest vereenzelvigd met zijn divisionistische werken opgebouwd uit tal van verticale streepjes, in olie, pastel of houtskool. Zijn beste werken zoals de “Vissersweduwe” uit het Mu.ZEE te Oostende of “Boot in het dok”, zijn zo uitgevoerd. Het is alsof men de voorstelling door een sluier bekijkt. Het is een techniek die reeds door de vroegste Franse postimpressionisten ontwikkeld werd en een variante is op het pointillisme : geen punten maar streepjes verf. Ze is aan te duiden bij onder meer Paul Gauguin (1848-1903), Armand Séguin (1869-1904), Henri Le Sidaner (1862-1939) en Henri Martin (1860-1943). Ook de Brabantse fauvist Charles Dehoy (1872-1940) paste het in enkele werken toe.
Ander typisch item is het gebruik van een soort erg nadrukkelijke “halo” of “aura” rond personages in enkele werken. Een gegeven dat we ook in enkele werken van Leon Spilliaert ontmoeten en een uitgesproken symbolistisch karakter heeft.
- Gemeinsame Normdatei: 119040662
- International Standard Name Identifier: 0000 0000 6677 7032
- Library of Congress Control Number: n94025553
- Nederlandse Thesaurus van Auteursnamen: 074822462
- RKD-Nederlands Instituut voor Kunstgeschiedenis: 20489
- Système universitaire de documentation: 165037369
- Union List of Artist Names: 500131272
- Virtual International Authority File: 54949286
- WorldCat: E39PBJmp97gprtQbkGBDH8WkXd